# Eero Kolehmainen
Eero Johannes Kolehmainen (Anttolan, 24 marzo 1918 – Mikkeli, 7 dicembre 2013) è stato un fondista finlandese.

## Palmarès

### Olimpiadi invernali
- Argento a Oslo 1952 nello sci di fondo 50 km.

## Onorificenze
- Medaglia Holmenkollen (1957)